# Max Wright
Max Wright, właśc. George Edward Maxwell Wright (ur. 2 sierpnia 1943 w Detroit, zm. 26 czerwca 2019 w Hermosa Beach) – amerykański aktor teatralny, telewizyjny i filmowy, wystąpił w roli Williego Tannera w sitcomie Alf (1986–1990).

## Życiorys
Urodził się w Detroit w stanie Michigan. W październiku 1968 zadebiutował na Broadwayu w spektaklu Howarda Sacklera Wielka nadzieja białych u boku Jamesa Earla Jonesa i Jane Alexander. W 1977 został obsadzony w roli Parkera w dramacie Davida Rabe The Basic Training of Pavlo Hummel z Alem Pacino na nowojorskiej scenie The Public Theater. W 1998 za rolę fajtłapy, safanduły i pantoflarza Pawła Lebiediewa w przedstawieniu Antona Czechowa Iwanow zdobył nominację do Tony Award.
Od 22 września 1986 do 24 marca 1990 w sitcomie NBC Alf grał postać Williego Tannera, rozdrażnionego ojca rodziny, do której trafia Alf, wygadany i wredny kosmita, którego statek rozbił się na Ziemi.
W 1965 poślubił Lindę Ybarrondo, która zmarła 8 marca 2017. Mieli dwoje dzieci, syna Bena i córkę Daisy.
Był dwukrotnie (2000, 2003) aresztowany za prowadzenie samochodu pod wpływem alkoholu. Miał również problem z narkotykami, przygodnym seksem z mężczyznami, nierzadko bezdomnymi. Po śmierci żony związał się z niemieckim pielęgniarzem.
W 1995 lekarze stwierdzili u niego chłoniaka. Przez lata walczył z tym nowotworem złośliwym. Nowotwór uległ u niego remisji. Zmarł 26 czerwca 2019 w swoim domu w Hermosa Beach w Kalifornii w wyniku nawrotu choroby w wieku 75 lat.

## Filmy
- Ostatni uścisk (1979) jako pasażer
- Cały ten zgiełk (1979) jako Joshua Penn
- Czerwoni (1981) jako Floyd Dell
- Żądło II (1983) jako kierownik planu
- Studenckie wakacje (1985) jako Millard Tvedt
- O mały włos (1986; lub inny tytuł – Miłość od drugiego wejrzenia) jako Lester
- Rasowy stypendysta (1986) jako dr Aronson
- Biała mila (1994) jako Bill Spencer
- Cień (1994) jako Berger
- Jeszcze bardziej zgryźliwi tetrycy (1995) jako inspektor sanepidu
- Sen nocy letniej (1999) jako Robin Starveling
- Cedry pod śniegiem (1999) jako Nels Gudmundsson

## Seriale TV
- Taxi (1978-83) jako pan Ambrose (gościnnie, 1982)
- Opowieści z ciemnej strony (1984-88) jako pan Bundle (gościnnie w odc. pilotowym)
- Zdrówko (1982-93) jako Jim Fleener (gościnnie, 1986)
- Alf (1986–1990) jako Willie Tanner
- Napisała: Morderstwo (1984-96) jako Gerald Yelverton (gościnnie, 1991)
- Zagubiony w czasie (1989-93) jako Doc Kinman (gościnnie, 1992)
- Na szczytach władzy (1992-93) jako Justice Reynolds (gościnnie,1992)
- Murphy Brown (1988-98) jako Marshall Corwin (gościnnie, 1993)
- Bastion (1994) jako dr Herbert Denninger
- Szaleję za tobą (1992-99) jako facet w windzie (gościnnie, 1998)
- Przyjaciele (1994–2004) jako Terry (gościnnie w 2 odcinkach z 1994 i 1995)
- Zdarzyło się jutro (1996–2000) jako burmistrz Mike Garfield (gościnnie, 1996)
- The Drew Carey Show (1995-2004) jako brzuch Drew (gościnnie, 1999)
- Z Ziemi na Księżyc (1998) jako Guenter Wendt
- Norman w tarapatach (1999–2001) jako Max Denby